# Иминов, Одилжон Каримович
Одилжон Каримович Иминов (7 декабря 1963, Андижанская область) — узбекский политический деятель, Председатель Комитета по вопросам науки, образования и здравоохранения Сената Олий Мажлиса Республики Узбекистан, член Народно-демократической партии Узбекистана. В марте 2018 года избран в Сенат Олий Мажлиса Республики Узбекистан от Сурхандарьинской области и в январе 2020 года от Андижанской области.
Доктор экономических наук, профессор.

## Биография
Родился 7 декабря 1963 в Андижанском районе Андижанской области Узбекской ССР. Узбек. Отец Иминов Каримжон Иминович, мать Иминова Сурмахон Сохибовна.
В 1981 году окончил золотой медалью Среднюю школу №-44 имени Н.В. Гоголя Андижанского района. В 1986 году окончил Андижанский сельскохозяйственный институт с отличием (красный диплом). Трудовую деятельность начал в 1986 году инженером совхоза «Достлик» Улугнорского района Андижанской области, с 1986 по 1988 год проходил срочную службу в армии в Москве.
С 1988 по 1990 год — инженер-экономист колхоза имени К. Маркса Андижанского района Андижанской области, секретарь комитета молодежной организации, с 1990 по 1992 год — аспирант Среднеазиатского научно-исследовательского института экономики сельского хозяйства. В 1992 году он был начальником отдела экономики Фонда «Навруз» Республики Узбекистан. В 1993—1995 годах работал начальником кредитного отдела и помощником председателя правления акционерно-коммерческого банка «Узтадбиркорбанк». Принимая во внимание тот факт, что в период работы в банке он параллельно занимался развитием научного потенциала, с 1995 по 1997 годы его назначили руководителем Ташкентского областного филиала Акционерно-коммерческого банка «Узтадбиркорбанк». Одновременно учился в Андижанском институте экономики и управления, который окончил в 1997 году.
В 1997 году Одилжон Иминов был принят в ряды слушателей Академии государственного и общественного строительства при Президенте Республики Узбекистан, а после ее успешного окончания в 1998 году был принят на должность заместителя председателя правления, где параллельно являлся начальником отдела кредитования и мониторинга проектов Фонда поддержки малого бизнеса и частного предпринимательства. В 1999—2001 годах он проводил научные исследования в области финансов и экономики в качестве докторанта Академии государственного управления при Президенте Республики Узбекистан. С 2001 по 2015 год работал на должностях заведующего кафедрой «Финансы» Высшей школы бизнеса при Кабинете Министров Республики Узбекистан, первого заместителя директора, исполняющего обязанности директора. В 2003-2004 годах прошёл обучение в Маастрихтской школе менеджмента получил диплом MBA (Мастер бизнес-администрирования) .
В 2015—2017 годах работал заместителем директора Центра корпоративного управления, профессором кафедры, в 2017—2018 годах работал профессором кафедры «Теория и практика менеджмента» Академии государственного управления при Президент Республики Узбекистан. В марте 2018 года избран в Сенат Олий Мажлиса Республики Узбекистан от Сурхандарьинской области а в январе 2020 года избран от Андижанской области. С 2018 года Иминов Одилжон Каримович работал заместителем председателя Комитета по вопросам бюджета и экономических реформ, заместителем председателя Комитета по аграрным и водохозяйственным вопросам, а с августа 2020 года председателем Комитета по вопросам науки, образования и здравоохранения Сената Олий Мажлиса Республики Узбекистан.

## Ученая степень и специальность
Доктор экономических наук, профессор. 
Инженер, экономист, государственное и общественное строительство, эксперт по стратегическому менеджменту.

## Награды
В 2020 году награждён государственным Орденом «Дустлик».
В 2021 году награждён памятным знаком «30 лет независимости Республики Узбекистана»
В 2022 году награждён памятным знаком «30 лет Конституции Узбекистана»
В 2022 году награждён медалью «30 лет МПА СНГ» 
В 2024 году награждён правительственным Нагрудным знаком «Ветеран труда» I степени

## Семья
Женат на Иминовой Маликахоне Машрабовне. В браке трое детей: Иминов Комилжон Одилжонович, Иминов Акбаржон Одилжонович, Каюмова Отикахон Одилжоновна.